# Бизињарг
Бизињарг (фр. Buzignargues) је насеље и општина у јужној Француској у региону Лангдок-Русијон, у департману Еро која припада префектури Монпелије.
По подацима из 2011. године у општини је живело 266 становника, а густина насељености је износила 57,7 становника/km². Општина се простире на површини од 4,61 km². Налази се на средњој надморској висини од 70 метара (максималној 133 m, а минималној 40 m).

## Демографија
| 1962. | 1968. | 1975. | 1982. | 1990. | 1999. | 2011. |
| ----- | ----- | ----- | ----- | ----- | ----- | ----- |
| 101   | 117   | 124   | 151   | 160   | 199   | 266   |

График промене броја становника у току последњих година